# J. Alexander
Alexander Jenkins (El Bronx, Nueva York, 12 de abril de 1958), también conocido como J. Alexander o Miss J., es una personalidad de televisión y entrenador de pasarela estadounidense, conocido principalmente por su aparición como entrenador de pasarela y jurado en el reality show America's Next Top Model. En 1996, apareció en el videoclip de uno de los éxitos del reconocido grupo español Azúcar Moreno, "Hoy Tengo Ganas de ti". Videoclip, el cual fue grabado en las calles de Nueva York.

## America's Next Top Model
Alexander apareció en todas las temporadas de America's Next Top Model como entrenador de pasarela para las concursantes. A partir de la quinta temporada se convirtió en jurado. Sin embargo, sigue siendo entrenador.
Su apodo «Miss J» viene de la concursante de la primera temporada, Robbyne «Robin» Manning, quien siempre confundía a Alexander con Jay Manuel, y en muchas ocasiones se refería a Alexander como «Miss J» por accidente debido a sus extravagantes ropas (Alexander se viste muy a menudo como mujer, usando faldas y tacones) y a su personalidad. A la vez, a Jay Manuel se le conoce como «Mr. Jay», y las concursantes del show los llaman muy a menudo «Los Jays» o «Los dos Jays» cuando aparecen juntos.
Alexander también ha participado en versiones internacionales de America's Next Top Model, tales como Canada's Next Top Model y Scandinavia's Next Top Model. Alexander apareció en el episodio del 4 de mayo de 2008 de la versión de Finlandia.